# País de Coisan

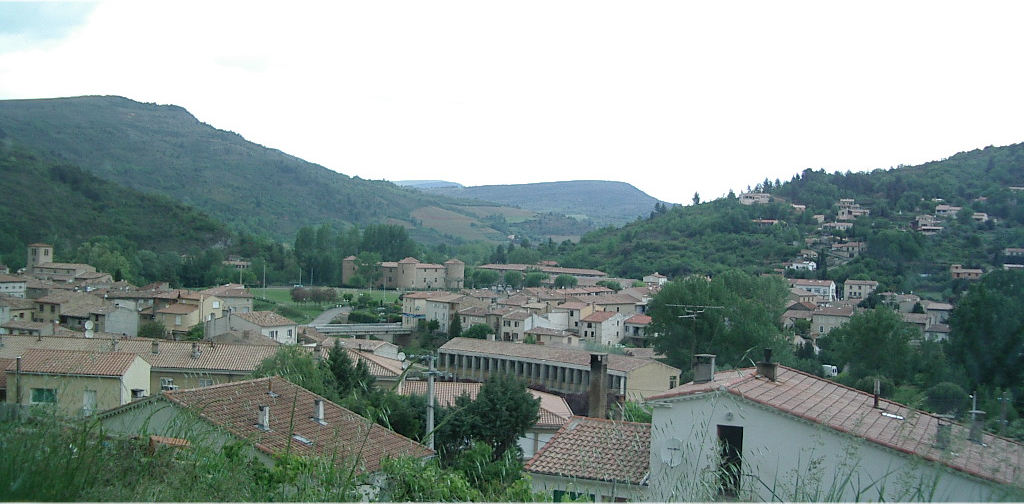
La vila de Coisan amb el castell al fons

El País de Coisan (forma occitana; en francès, Pays de Couiza) és una contrada de França a la regió d'Occitània i al departament de l'Aude, dins la comarca del Rasès, i és també un cantó del mateix departament, dins del districte (o arrondissement) de Limós. La capital de la comarca i del cantó és la vila de Coisan.
La comarca està formada per 24 comuns o municipis, dels quals 22 són part del cantó de Coisan i els altres dos, marcats amb asterisc, pertanyen al de Limós. Aquests comuns són (primer s'especifica el nom occità; al costat, el nom oficial francès):
- Alet (Alet-les-Bains) *
- Antunhac (Antugnac)
- Arcas (Arques)
- Bugarag (Bugarach)
- Camps d'Aglin (Camps-sur-l'Agly)
- Cassanhas (Casaignes)
- Conilhac (Conilhac-de-la-Montagne)
- Coisan (Couiza)
- Costauçan (Coustaussa)
- Cubièra (Cubières-sur-Cinoble)
- Forton (Fourtou)
- Luc d'Aude (Luc-sur-Aude)
- Missegre (Missègre)
- Montasèls (Montazels)
- Peiròlas (Peyroles)
- Los Banhs de Rènnas (Rennes-les-Bains)
- Rènnas del Castèl (Rennes-le-Château)
- Ròcatalhada (Roquetaillade)
- La Serpent
- Sèrras (Serres)
- Sogranha (Sougraigne)
- Terròlas (Terroles)
- Valmigièira (Valmigère)
- Verasan (Véraza) *

La ciutat de Coisan és la capital del cantó i de la comarca. Oppidum romà conegut com a Couzanum, ja apareix el 1347 com a Couizanum i poc després Couissanum; va perdre el final -um cap al 1503. El 1781 el seu nom, que s'escrivia Couyzan, va passar a ser grafiat oficialment Couiza en la seva forma francesa. La seva forma originària occitana és Coisan, pronunciat [kujzá].
La ciutat fou un priorat dependent de l'abadia de la Grassa, a la qual la va cedir Carlemany cap a l'any 800; conquerida per Simó de Montfort durant la guerra dels Albigesos junt amb els castells d'Arcas i Costauçan, la va concedir al seu lloctinent Pere de Voisins, família a la qual va pertànyer; l'hereva del darrer dels Voisins es va casar el 1518 amb Joan de Joyeuse, duc de Joyeuse, i hi va fer construir un castell, amb la qual cosa va deixar de viure a Arcas i va passar a fer-ho a Coisan. En aquesta vila va morir el mariscal Guillem de Joyeuse el 1592. El castell va pertànyer als ducs de Joyeuse fins que va ser abandonat amb la Revolució Francesa i va esdevenir una fàbrica; el castell, avui dia, és un centre cultural i de la pagesia.
Té 1.300 habitants i es troba a uns 238 metres sobre el nivell del mar. La ciutat té una església dedicada a Sant Joan Baptista. La superfície del terme és de 677 hectàrees.